# ウルセイ・ヤツラ
ウルセイ・ヤツラ (Urusei Yatsura) は、1993年にスコットランドのグラスゴーで結成されたロックバンド。

## 歴史
創設メンバーのファーガス・ローリーとグラハム・ケンプはグラスゴー大学の学生であり、1993年の夏に会った。ファーガスとグラハムはベーシストとしてイレイン・グラハムを採用した後、ドラムにイレインの兄弟であるイアン・グラハムが加わり、バンドが結成された。バンド名は、高橋留美子が描いた日本の漫画『うる星やつら』にちなんで名付けられた。
1997年に発表した「ハロー・タイガー」は全英シングルチャート40位を記録し、トップ40ヒット曲となった。
2001年6月に解散し、ケンプはソロ活動に、他のメンバーはProjekt A-koを結成した。
2011年、ローリーはサラ・グラス、ベースのリア・カミングスと3人組バンド、Angel of Everyone Murderを結成し、Kovorox Soundからセルフタイトルの2枚組アルバムをリリースした。このアルバムには、HALOギターと呼ばれる自己改造ギターを使った、1曲15～20分のドローン楽曲が6曲収録されている。2012年には『Angel of Everyone Murder 2』をリリースした。

## ディスコグラフィ

### オリジナル・アルバム
- We Are Urusei Yatsura (1996) Ché Trading / (2023 expanded remaster) Rocket Girl
- Slain by Urusei Yatsura (1998) Ché Trading
- Everybody Loves Urusei Yatsura (2000) Oni Records

### ライブ・アルバム
- You are my Urusei Yatsura (2016) Rocket Girl

### EP
- All Hail Urusei Yatsura (1994)
- Yon Kyoku Iri (1999) (CD / double 7-inch: "Kaytronika"/"Still Exploding"/"Nobody Knows We're Stars"/"Mother of the MBK")

### コンピレーション・アルバム
- ¡Pulpo! (1997)
- Can You Spell Urusei Yatsura - Lost Songs 1993-2000 (2020)

#### Projekt A-ko
- "Elkloft" (vinyl, Piloft Recordings 2006)
- "Yoyodyne" (CD, 20 April 2009)
- "Project A-ko" / Horowitz (split 7-inch)